# Raf van de Riet
Raf van de Riet (Sevenum, 11 augustus 2006) is een Nederlands voetballer die als linksback voor Jong PSV speelt.

## Carrière
Van de Riet maakte in 2014 de overstap van Sparta '18 naar PSV waar hij de jeugdopleiding doorliep. Hij debuteerde op 18 september 2023 voor Jong PSV in de Eerste divisie in een met 4-0 verloren uitwedstrijd bij FC Groningen.

## Statistieken

### Beloften
| 2023/24                                | Jong PSV        | Eerste divisie  | 2  | 0 | 2  | 0 |
| 2024/25                                | Jong PSV        | Eerste divisie  | 11 | 0 | 11 | 0 |
| Totaal beloften                        | Totaal beloften | Totaal beloften | 13 | 0 | 13 | 0 |
| Bijgewerkt tot en met 10 december 2024 |                 |                 |    |   |    |   |